# Wulveskuhlen
Koordinaten: 52° 28′ 7″ N, 9° 22′ 25″ O
Die Wulveskuhlen sind ein ehemaliges Naturschutzgebiet in der niedersächsischen Stadt Wunstorf in der Region Hannover.

## Allgemeines
Das Naturschutzgebiet mit dem Kennzeichen NSG HA 059 war 42,5 Hektar groß. Es war Bestandteil des FFH-Gebietes „Steinhuder Meer (mit Randbereichen)“ und des EU-Vogelschutzgebietes „Steinhuder Meer“. Etwas nördlich schließt sich das ehemalige Naturschutzgebiet „Ostufer Steinhuder Meer“ an. Das Gebiet stand seit dem 30. Juni 1981 unter Naturschutz. Am 27. Mai 2016 wurde die Verordnung als  Naturschutzgebiet aufgehoben. Die Flächen wurden Teil des neuen Naturschutzgebietes „Totes Moor“ (NSG HA 154). Zuständige untere Naturschutzbehörde war die Region Hannover.

## Beschreibung
Das ehemalige Naturschutzgebiet liegt innerhalb des Naturparks „Steinhuder Meer“ am Ostufer des Steinhuder Meeres nördlich von Steinhude. Es stellte ein Schilf- und Binsengebiet vor dem Ostufer des Steinhuder Meeres mit Verlandungszonen und Uferbereiche mit Sümpfen und Feuchtgebüschen unter Schutz. Die Uferbereiche sind naturnah mit Wasserpflanzen- und Verlandungsgesellschaften, die von See- und Teichrosengesellschaften und anschließenden Teichbinsen- und Schilfröhrichtgürteln geprägt werden. Daran schließen sich landseitig Röhrichte mit Grauweidengebüsch und Schwarzerlen an. Vereinzelt haben sich Erlen- und Birkenbruchwälder mit ausgeprägter Torfmoosvegetation gebildet.
Das ehemalige Naturschutzgebiet hat als Lebensraum und Überwinterungsplatz für Vögel, Amphibien, Reptilien, Fische und Insekten eine besondere Bedeutung.